# GIV3616
GIV3616 é um bloqueador de sabores amargos de medicamentos e alimentos. Foi descoberto por Ioana Ungureanu e colaboradores da Givaudan Flavors Corporation e apresentado no American Chemical Society de 2011.